# تاكاهيرو نوغوتشي
تاكاهيرو نوغوتشي (باليابانية: 野口 貴裕) (19 يونيو 1991 في ماتشيدا في اليابان – )؛ هو لاعب كرة قدم سابق كان يلعب كحارس مرمى.

## وصلات خارجية
- تاكاهيرو نوغوتشي على موقع Soccerway.com (الإنجليزية)